# Justo Coliqueo
Justo Coliqueo (1838-1876) fue un cacique de la parcialidad borogana de los mapuches, que dirigió una importante parcialidad de «indios amigos» del gobierno argentino entre 1871 y 1876. Tenía su residencia en las inmediaciones de la localidad de Los Toldos, y era hijo del cacique general Ignacio Coliqueo. Tanto él como su padre se ufanaban de ser descendientes del toqui Caupolicán, héroe de la resistencia contra los conquistadores tres siglos atrás.

## Biografía
Era considerado un gran guerrero, y además se cree que fue iniciado como machí –es decir, hechicero– en Tandil. También era un buen cazador y un gran jinete; su prestigio era indudable, y por eso mismo aspiró a suceder a su padre, chocando con su tío Raninqueo, que había esperado por años para hacerse cargo de la gente del viejo cacique. La solución al pleito consistió en la mudanza de un tercio de los indígenas de Los Toldos a órdenes de Raninqueo, que se instaló en el partido de Veinticinco de Mayo.
Tuvo acciones destacadas como jefe de «indios amigos» –con el rango de teniente coronel– durante las acciones contra los ranqueles; en especial cuando, en el año 1866, éstos saquearon los campos de los indígenas de Los Toldos, ocasión en la cual los persiguió y logró recuperar casi todo lo robado.
Estaba casado con una «india cristiana» llamada Rosa Nahuelpán, que murió de viruela en 1865. Furioso por encontrar al responsable de esa muerte, consultó a la vidente de la tribu, que acusó a una de las mujeres de su padre. Justo Coliqueo entró entonces por la fuerza al rancho en que éste vivía, y –en su presencia– mató a la acusada. El hecho no perjudicó su relación con el viejo cacique, pero posiblemente la haya causado una fuerte inestabilidad emocional.
Accedió a la jefatura de su tribu a la muerte de su padre, en 1871, y dirigió las tropas de «indios amigos» en las campañas contra los indios pampas, ranqueles y salineros. Su hermano Simón, y posiblemente también él mismo, participaron en la batalla de San Carlos de Bolívar, en que el cacique general de las pampas, Calfucurá fue completamente derrotado. En septiembre del mismo año debió enfrentar ataques de las parcialidades de Pincén y de Namuncurá.
Poco después, al final de una larga fiesta donde reinó el alcohol, una banda de indígenas que respondían a Calfucurá y Pincén secuestró a la totalidad de los «indios amigos» de Coliqueo. Desde los caciques al último de los niños fueron obligados a marchar hacia las Salinas. Algunos días más tarde fueron alcanzados por tropas de Ataliva Roca y Francisco Borges; los Coliqueo mandaron a avisar a los militares que ellos habían sido secuestrados y –pese a que Roca estaba decidido a tomarlos prisioneros para quedarse con las tierras de Los Toldos– Borges ordenó ponerlos en libertad y llevarlos de vuelta hasta su pueblo. La situación no mejoró en los meses siguientes: algunos indios enemigos de la agrupación de Manuel Grande se habían refugiado en Los Toldos, supuestamente para unirse a las fuerzas de indios amigos; sin embargo, jefes militares como Ataliva Roca e Hilario Lagos (hijo) no lo creyeron, e interpretaron que se estaba formando una sublevación, por lo que atacaron el pueblo. Coliqueo estuvo a punto de arrestar a los jefes militares y entregárselos a Manuel Grande, pero finalmente pudieron parlamentar con Lagos, y arreglar los desacuerdos.
Como resultado del acuerdo con Lagos, Justo Coliqueo se desprendió de los antiguos lanceros de Manuel Grande y otros de la gente de Pincén, que fueron enviados a otros destinos militares. Pero en cuanto Lagos se alejó, Borges y Roca acusaron al cacique de negociaciones con hombres de Namuncurá y lo arrestaron junto con otros ocho de sus capitanejos. Justo Coliqueo se entregó mansamente, lo que causó el disgusto de Borges, que confesó que su intención era matarlos. Obsérvese que se trataba de «indios amigos»: claramente había demasiados militares decididos al genocidio de todo indio, amigo o enemigo.
Justo Coliqueo fue enviado preso a la isla Martín García; su salud mental empeoró significativamente, y pasó casi un año internado en un hospital en Buenos Aires. Su hermano Simón asumió el mando de su gente, incluyendo el mando militar como parte del Ejército Argentino. Recuperó su libertad en septiembre de 1874, gracias a gestiones de su hermano, del obispo León Federico Aneiros y del coronel Manuel Baigorria, todos los cuales garantizaron que no se iba a sumar a la revolución de Bartolomé Mitre que se anunciaba para el mes de octubre. En efecto, cuando estalló la revolución mitrista, sus partidarios sólo lograron arrastrar a la fuerza a unos pocos indígenas de Coliqueo, que unos días más tarde desertaron y regresaron a Los Toldos.
En junio de 1875 decidió sublevarse contra el gobierno argentino, con la intención de vengarse de los años de prisión y del maltrato de jefes militares como Borges y Roca: con unos cincuenta lanceros se internó en los campos de la actual provincia de La Pampa, mientras Simón estaba de guarnición lejos de allí, enfrentando el «malón grande» que había organizado Manuel Namuncurá. Reapareció en el mes de octubre de 1875, al frente de unos dos mil indios de lanza de orígenes diversos, muchos de ellos dispersos de la ofensiva de Namuncurá –que para esa fecha ya iba en retirada– y dispuestos a invadir la frontera. Pretendió reducir a la obediencia a su gente de Los Toldos, pero éstos se prepararon para la defensa, a órdenes de Simón Coliqueo. El 9 de octubre, durante la batalla de la Tapera de Díaz, estuvo a punto de tomar el pueblo junto con los hombres de Pincén. Una pequeña tropa de soldados recién llegados desde Bragado ingresó en el pueblo al son de una pequeña banda militar, por lo que Justo Coliqueo creyó que eran la avanzada de una división del Ejército y desistió de atacar, retirándose con el botín.
El coronel Roca llegó a Los Toldos al día siguiente, y se mostró visiblemente molesto de que los indígenas no se hubieran masacrado mutuamente.
Durante la retirada, Justo Coliqueo desató su furia contra todos los que iban con él, y prometió vengarse y volver a tomar Los Toldos. Días más tarde, exigió a sus hombres de guerra que lo acompañaran de regreso a Los Toldos, donde pensaba instalarse con su familia; ante la negativa de sus lanceros, montó a caballo y partió solo. Entonces Pincén ordenó que lo persiguieran y lo lancearan; fue alcanzado el día 13 de octubre y se defendió con fiereza; tras un buen rato de combate, finalmente pudieron matarlo.
Ya había sido sucedido en el mando de su pueblo, y en el mando militar del batallón de indios amigos, por su hermano Simón Coliqueo.